# Ехидна (митологија)
Ехидна (грч. Έχιδνα) је у грчкој митологији име наказне кћерке морских божанстава Форкија и Кето или Геје и Тартара. У Орфичкој традицији она је била ћерка Фанеса, орфичког оца свих богова. Више грчких приповедача је изнело разне закључке о родитељима тако да су они и даље непознаница.

## Митологија
Ехидна је била полужена — полузмија, која је са стоглавим дивом Тифоном на митски свет изродила низ наказа које се појављују у грчкој митологији, а то је и њена највећа заслуга да уђе у грчке митове.
Хесиод је Ехидну описао као неодољиво чудовиште које једе месо и које није било ни на смртнике, ни на бесмртне богове, већ је била пола нимфа блиставих очију и светлих образа, а пола велика и грозна змија са пегавом кожом, која не умире, нити стари.
Он такође наводи да је живела у пећини и лоцира је у историјском месту, Арими, као и Хомер, али не наводе где би Арима могла да буде.
Према митологији Ехидна је ловила несрећне пролазнике у близини своје пећине док је једном приликом док је спавала није убио Аргус, стооки див који је служио богињу Херу.
Ехиднини потомци су били:
- Кербер — Троглави пас који је чувао улаз и излаз из Хада,
- Ортар или Орт — Двоглави пас који је чувао стада дива Гериона,
- Немејски лав,
- Химера,
- Лернејска хидра, и
- Тебанска Сфинга.

- Ехиднина кћерка Химера
- Ехиднин син Кербер
- Ехиднина кћерка Хидра